# Die Chefin
Die Chefin ist eine deutsche Fernsehserie. Die von Network Movie produzierte Krimiserie wird seit 2012 von ZDF, ORF und SRF ausgestrahlt. Der Arbeitstitel hieß Die Polizistin.

## Handlung
Die Handlung spielt in München. Kriminalhauptkommissarin Vera Lanz ist die Leiterin der dortigen Mordkommission. Sie ist verwitwet und erzieht ihre Tochter Zoe allein, unterstützt von ihrem Schwiegervater, dem ehemaligen Polizisten Georg Lanz. Zu ihrem Team gehören Kriminalhauptkommissar Paul Böhmer (seit Episode 1) und Kriminalkommissar Korbinian Kirchner (seit Episode 68). Zuvor gehörten zu ihrem Team der in der Auftaktepisode neu hinzugekommene Kriminalkommissar Jan Trompeter, der in der 42. Episode erschossen wurde, und von Episode 43 bis Episode 67 Kriminalkommissar Maximilian Murnau.
Neben der Beschäftigung mit laufenden Ermittlungen arbeitet Vera Lanz in der ersten Staffel insgeheim an der Aufklärung des Mordes an ihrem Ehemann und Kollegen Andreas Lanz. Sie verdächtigt unter anderem Staatsanwalt Berger, mit dem sie ein Verhältnis hat, und ihren Kollegen Böhmer, mit dem Fall in Verbindung zu stehen. Auch Oberstaatsanwalt Seitz gerät ins Visier ihrer Ermittlungen, die Verbindungen in die organisierte Kriminalität aufdecken und in deren Verlauf Staatsanwalt Berger einem Mordanschlag zum Opfer fällt. Am Ende der ersten Staffel werden die Umstände des Todes von Andreas Lanz näher beleuchtet. Dabei deckt Vera Lanz den Verrat ihres Mannes durch Paul Böhmer auf und es gelingt ihr, ihren verstorbenen Mann vom Verdacht der Veruntreuung zu entlasten. Am Ende der zweiten Staffel, in deren Verlauf unter anderem auch die Frau von Oberstaatsanwalt Seitz, Maike Seitz, ermordet wird, stirbt auch Seitz in seiner Wohnung.
Bei ihren Ermittlungen wird Vera Lanz letztlich sowohl von ihren Kollegen als auch in den Staffeln 1 bis 6 von der Rechtsmedizinerin Dr. Heike Steinbeck unterstützt, mit der sie auch privat befreundet ist, und danach von den Rechtsmedizinerinnen Annegret Moll (Staffeln 6 und 7) und Dr. Inge Rüders (seit Staffel 6). Als Leiterin der Abteilung Organisierte Kriminalität, mit der die Mordkommission immer wieder zusammenarbeitet, ist in den Staffeln 11 und 12 Margarethe Schmidt (Sonsee Neu) zu sehen, ab Staffel 14 Rita Niemeyer (Dorothee Hartinger), mit der Vera Lanz befreundet ist, seit sie gemeinsam die Polizeischule besuchten.
Vera Lanz’ Tochter Zoe macht ihr Abitur und arbeitet danach zunächst als Krankenschwester, dann in der Rechtsmedizin. Ab Staffel 10 wohnt Zoe dann nicht mehr bei ihrer Mutter. Zum Ende von Staffel 12 verlässt Zoe München, um bei „Ärzte ohne Limit“ zu arbeiten. Bei Georg Lanz wird in Episode 29 Demenz diagnostiziert, er verstirbt zu Beginn von Staffel 12.

## Besetzung

### Hauptdarsteller

#### Aktuelle
| Schauspieler    | Rollenname         | Rolle                                                | Episoden | Staffeln | Zeitraum |
| --------------- | ------------------ | ---------------------------------------------------- | -------- | -------- | -------- |
| Katharina Böhm  | Vera Lanz          | Kriminalhauptkommissarin Leiterin der Mordkommission | 1–       | 1–       | 2012–    |
| Jürgen Tonkel   | Paul Böhmer        | Kriminalhauptkommissar                               | 1–       | 1–       | 2012–    |
| Jonathan Hutter | Korbinian Kirchner | Kriminalkommissar                                    | 68–      | 12–      | 2021–    |

#### Ehemalige
| Schauspieler          | Rollenname        | Rolle             | Episoden | Staffeln | Zeitraum  | Ausstiegsgrund                                                            |
| --------------------- | ----------------- | ----------------- | -------- | -------- | --------- | ------------------------------------------------------------------------- |
| Stefan Rudolf         | Jan Trompeter †   | Kriminalkommissar | 1–42     | 1–8      | 2012–2017 | wird niedergeschossen und stirbt im Krankenhaus an den Schussverletzungen |
| Christoph Schechinger | Maximilian Murnau | Kriminalkommissar | 43–67    | 9–12     | 2018–2021 | wird vorläufig festgenommen und inhaftiert                                |

### Nebendarsteller

#### Aktuelle
| Schauspieler          | Rollenname             | Rolle             | Episoden | Staffeln | Zeitraum |
| --------------------- | ---------------------- | ----------------- | -------- | -------- | -------- |
| Christian Hockenbrink | Dr. Sebastian Hartmann | Staatsanwalt      | 25–      | 6–       | 2016–    |
| Tatja Seibt           | Dr. Inge Rüders        | Rechtsmedizinerin | 26–      | 6–       | 2016–    |

#### Ehemalige
| Schauspieler          | Rollenname          | Rolle                                                     | Episoden | Staffeln | Zeitraum  | Ausstiegsgrund                                                |
| --------------------- | ------------------- | --------------------------------------------------------- | -------- | -------- | --------- | ------------------------------------------------------------- |
| Stephan Kampwirth     | Marc Berger †       | Staatsanwalt                                              | 1–4      | 1        | 2012      | Wird erschossen                                               |
| Martin Umbach         | Karsten Seitz †     | Oberstaatsanwalt                                          | 1–8      | 2        | 2012–2013 | Suizid                                                        |
| Nicole Marischka      | Dr. Heike Steinbeck | Rechtsmedizinerin                                         | 1–24     | 1–6      | 2012–2016 | wird Opfer eines Übergriffes und taucht danach nicht mehr auf |
| Hermann Beyer         | Georg Lanz †        | Kriminalhauptkommissar a. D. Schwiegervater von Vera Lanz | 1–29     | 1–6      | 2012–2016 | leidet an Demenz und verstirbt                                |
| Olga von Luckwald     | Zoe Lanz            | Tochter von Vera Lanz                                     | 1–74     | 1–12     | 2012–2021 | verlässt München, um bei „Ärzte ohne Limit“ zu arbeiten       |
| Bernhard Schir        | Dominik Schneider   | Kriminalhauptkommissar Leiter der Internen Ermittlung     | 5–21     | 2–5      | 2013–2015 | wird verhaftet                                                |
| Florian Teichtmeister | Dr. Viktor Huber    | Staatsanwalt                                              | 9–24     | 3–6      | 2013–2016 | unbekannt                                                     |
| Annina Hellenthal     | Annegret Moll       | Rechtsmedizinerin                                         | 31–38    | 6–7      | 2016–2017 | geht nach Boston                                              |

## Allgemeines
Im ZDF und auf ORF 2 wird die Serie im Freitagabendprogramm, in dem unter anderem auch die Serien Der Alte, Ein Fall für zwei und Der Staatsanwalt gezeigt werden, ausgestrahlt. Auf SF 1 (heute SRF 1) wird Die Chefin als Dienstagabendkrimi gesendet, jeweils drei Tage vor der Ausstrahlung beim ZDF.
Die erste Staffel umfasst vier Episoden und lief im Februar und März 2012. Staffel zwei mit vier Episoden wurde im April 2013 auf SRF 1, im ZDF und auf ORF 2 ausgestrahlt. Die dritte Staffel umfasst vier Episoden, wurde im Dezember 2013 ausgestrahlt und sollte ursprünglich aus acht Episoden bestehen. Staffel vier besteht aus sieben Episoden, nachdem ursprünglich acht angekündigt waren, und wurde ab September 2014 ausgestrahlt. Staffel fünf, bestehend aus vier Episoden, wurde ab Mai 2015 gesendet.
Ab dem 15. April 2016 wurden acht Episoden in der sechsten Staffel der Serie im SRF1, ZDF und ORF2 ausgestrahlt. Ab November 2016 wurden in der siebten Staffel fünf Episoden ausgestrahlt. Ab dem 8. September 2017 wurde im ZDF die achte Staffel mit sechs neuen Episoden ausgestrahlt, beginnend mit einer speziellen Episode in Spielfilmlänge, die auf SRF1 bereits im Mai 2017 gezeigt wurde. Die neunte Staffel wurde im ZDF ab dem 31. August 2018 mit sieben Folgen ausgestrahlt, die zehnte Staffel mit fünf Episoden dann ab dem 23. August 2019.
Die bisher umfangreichste Staffel war Staffel elf insgesamt elf Episoden, die ab dem 9. Oktober 2020 gesendet wurden. Staffel zwölf startete am 15. Oktober 2021, es wurden neun Episoden gesendet. Die letzte Episode war erneut eine spezielle Episode in Spielfilmlänge. Die 13. Staffel wurde im ZDF ab dem 18. November 2022 mit sechs Episoden ausgestrahlt. Die 14. Staffel bestand aus zehn Episoden und wurde ab dem 27. Oktober 2023 zunächst auf ORF 2 gezeigt, ab dem 24. November im ZDF, in der ZDF-Mediathek waren die Folgen eine Woche vor der TV-Ausstrahlung verfügbar. Die 15. Staffel startet mit einem Crossover mit der ZDF-Serie Jenseits der Spree am 27. Dezember 2024 im ZDF. Insgesamt umfasst diese Staffel acht Folgen.

## Kritik
„Katharina Böhm schafft glaubwürdig die Balance zwischen patenter Polizistin und (ver-)zweifelnder Frau. […] Zum Glück ist ‚Die Chefin‘ besser als ihre Vermarktung. Katharina Böhm spielt die Hauptfigur mit vielen Kanten und jeder Menge Sex […]“

„Überraschend aber wirkt, wie Ertener eine irritierende Doppelbödigkeit erzielt. Unter Umständen ist in „Die Chefin“ doch nicht alles so, wie es freitagabendtypisch scheint. Dass Vera Lanz einen Erdnusstick hat, ein unkonventionelles Privatleben pflegt und sich von ihrer konservativen Tochter Zoe […] erziehen lässt, gibt der Figur Farbe, vielversprechender aber ist die durchgängige Nebenhandlung […].“

„[…] die Etablierung eines durchgängigen Nebenerzählstrangs hebt die Serie angenehm von der Krimikonfektionsware ab. Man spürt auch, dass sich die Hauptfiguren dem Zuschauer erst nach und nach erschließen werden.“

„Vera Lanz macht nicht viele Worte im Umgang mit Kollegen, bei Verhören nimmt sie nicht nur mutmaßliche Täter, sondern auch Zeugen hart ran. Sie ist misstrauisch, keine Kommissarin zum Gernhaben, eine eher etwas schwierige Chefin, die an sich und der Welt zweifelt. Und weil das so ist, braucht sie ständig Nervennahrung und knabbert Nüsse.“

## Trivia
- In seinem Büro hat Kriminalkommissar Jan Trompeter eine Derrick-Pappfigur aufgestellt.
- Kriminalkommissar Jan Trompeter fährt als „Dienstwagen“ in der ersten Episode ein BMW 320 Baur-Cabrio, danach einen BMW 2002 (Baureihe 1973–1975) mit einem „Kennzeichen historischer Fahrzeuge“